# Neuville-Saint-Amand
 Neuville-Saint-Amand  es una población y comuna francesa, en la región de Picardía, departamento de Aisne, en el distrito de Saint-Quentin y cantón de Saint-Quentin-Sud.

## Demografía
| 270 | 313 | 309 | 382 | 762 | 495 | 764 | 739 | 854 | 819 | 911 | 1 147 | 1 588 | 355 | 389 | 366 | 355 | 367 | 378 | 363 | 236 | 714 | 770 | 697 | 681 | 820 | 819 | 870 | 725 | 732 | 916 | 908 | 859 |
| Para los censos de 1962 a 1999 la población legal corresponde a la población sin duplicidades (Fuente: INSEE [Consultar]) |     |     |     |     |     |     |     |     |     |     |       |       |     |     |     |     |     |     |     |     |     |     |     |     |     |     |     |     |     |     |     |     |